# تریزیدون
تریزیدون (انگلیسی: Terizidone) دارویی است که در درمان سل استفاده میشود. تریزیدون عمدتاً در سل مقاوم به چند دارو (MDR-TB) همراه با سایر داروهای خط دوم استفاده میشود. این دارو مشتقی از سیکلوسرین است و باکتریواستاتیک است.